# Thornbury, West Yorkshire
Thornbury är en stadsdel i Bradford, i distriktet Bradford, i grevskapet West Yorkshire, i England. Thornbury var en civil parish från 1894 till 1898 då den blev en del av Bradford.